# Stazione di Rignano Garganico
Stazione di Rignano Garganico vasútállomás Olaszországban, Puglia régióban, Rignano Garganico településen.

## Vasútvonalak
Az állomást az alábbi vasútvonalak érintik:
- Ancona–Lecce-vasútvonal

## Kapcsolódó állomások
A vasútállomáshoz az alábbi állomások vannak a legközelebb: 
- Stazione di Foggia
- Stazione di San Severo